# Ε-アマニチン
ε-アマニチン(ε-amanitin)は、環状ペプチドおよびアマトキシンの一つで、テングタケ属のいくつかの種で見られる。経口でのLD50は約0.1 mg/kgである。

## 毒物学
他のアマトキシンと同じく、ε-アマニチンはRNAポリメラーゼIIの阻害剤である。摂取するとRNAポリメラーゼIIと結合し、mRNAの合成を完全に止めてしまい、肝細胞と腎細胞の細胞崩壊を引き起こす。